# Fredrik August Boltzius
Fredrik August Boltzius, född 13 maj 1836 i Grava socken i Värmland, död där 13 juli 1910, var en svensk  helbrägdagörelsepredikant. Han blev riksbekant på 1880-talet och lockade till vallfärdande. Den dåtida drottningen lär ha tagit hans tjänster i anspråk. Boltzius omdiskuterade "gudomliga under" ledde till kritiska tidningsartiklar och anklagelser om bedrägeri.

## Biografi
Boltzius var ursprungligen bonde och blev därefter gårdfarihandlare. Boltzius uppträdde efter en religiös kris som predikant och började i slutet av 1870-talet utöva helbrägdagörelseunder med handpåläggning, smörjning med olja och dylikt. 1884 bosatte sig Boltzius i Stockholm och utövade härifrån under fortsatta resor en vidsträckt praktik, som även omfattade utlänningar och personer ur de övre samhällsklasserna.
I mitten av 1880-talet blev Boltzius rikskänd och hett omdebatterad. Han lär ha anlitats av bland andra drottning Sofia. I hans gamla stuga i Skåre – inköpt 1892, numera Boltziusmuseet – förvaras hundratals käppar och lösproteser efter alla de människor som påstods ha blivit helade. Totalt finns 8 000 namn inskrivna i Boltzius besöksbok.
Åtskilliga samtida var dock kritiska, däribland mest utförligt medicinstudenten Emil Thorelius i boken "Boltzianismen", skandinavisk kulturbild (1888), och man rapporterade att Boltzius så kallade gudomliga underverk till största delen var falska rykten, bedrägerier och självbedrägerier.
Av besökarna till Boltzius var ungefär lika många män och kvinnor, och både folk ur borgar- och arbetarklassen. De flesta utländska besökare kom från Norge.

## Dokumentation

### Värmlands museum
Under Boltzius samtid fick han motta en stor mängd brev. På Värmlands museum finns 33 000 brev bevarade, skickade till honom åren 1876–1910.
Mellan åren 1936 och 1953 hade museet en Boltziusutställning på vinden, allmänt kallat "Boltziusrummet". 
1 juni 2019 invigdes Värmlands Museums basutställning "Värmlandsliv", vari ingår en F.A. Boltzius-utställning av David Liljemark. 

### Biografier
Boltzius och hans verksamhet blev ofta omskriven i olika slags tidningar, ibland hyllad fast oftast kritiserad, men med undantag för Emil Thorelius' "'Boltzianismen', skandinavisk kulturbild" (1888) är de flesta äldre böcker om Boltzius (före David Liljemarks 2009 och 2013) sådana som förespråkar troshelbrägdagörelse: C. H. N. Steffens ”Tro, Frälsning och Helsa” (1893), John Dahlbergs ”F. A. Boltzius och troshelbrägdagörelsen i Sverige” (1899, omarbetad och utökad andraupplaga 1903), ”Friedrich August Boltzius oder Krankenheilungen durch das Gebet des Glaubens” (1904), E. W. Berglunds ”Till hälsa och kraft genom trons bön” (1906, omarbetad andraupplaga som "Trons och bönens makt" 1929), Andrew August Holmgrens "Trons under eller Från sjukdom till hälsa; från död till lif" (1918), Oscar Lövgrens "Fredrik August Boltzius och troshelbrägdagörelsen" (1931), Karl Linges "F. A. Boltzius. En bok om helbrägdagöraren från Värmland" (1959) och Palle Kosters "Skraphandler og helbredelsespredikant" (1982, omarbetad svensk upplaga 1984).
F. A. Boltzius' brorsdotters sonson, serietecknaren David Liljemark, har tecknat en 100 sidor lång seriesvit om honom, med titeln "Boltzius". Historien följetongspublicerades i Galago 2004-2007, repriserades i Nya Wermlands-Tidningen 2008 och samlades 2009 i ett seriealbum, där andra hälften av boken består av 260 sidor kulturhistoriska anteckningar med Boltziusforskning.
I december 2013 utgav Galago en fortsättningsvolym, Boltzius Vol. 2 - Kompletteringar till boken, med ytterligare 85 sidor kulturhistoriska anteckningar av Liljemark; sammanlagt omfattar volymerna 447 sidor. 
I augusti 2014 utgav Dayw books Emil Thorelius "Boltzianismen", skandinavisk kulturbild i en utökad nyutgåva, bland annat inkluderande ett nyskrivet förord av Liljemark.
Boken Helbrägdagörarens dagbok (2008) av Olle Ohlson är främst att betrakta som en fiktiv roman, då den vid utgivningen kritiserades skarpt av Liljemark för sina många faktafel, fabricerade uppgifter och icke autentiska Boltziusbrev.
I november 2020 utgavs boken "F.A. Boltzius - En svensk Wigglesworth eller en ärlig bedragare?" av Madeleine Wallgren. Den sällar sig till böckerna som är positiva till fenomenet troshelbrägdagörelse, och diskuterar även huruvida F.A. Boltzius med modern terminologi hade diagnosticerats som autist med Aspergers syndrom.

## Källhänvisningar
1. ↑  Svensk uppslagsbok, Malmö 1939
2. ↑  Erik Laquist (29 juli 2009). ”Karismatisk kvacksalvare blir seriefigur”. Dagens Nyheter. http://www.dn.se/dnbok/karismatisk-kvacksalvare-blir-seriefigur. "Människor vallfärdade till hans hem i förhoppning om underverk, och själv for han till Stockholm där han fick audiens hos kungaparet."
3. ↑  Boltziushemmet Museer Skåre, Karlstads kommun  Arkiverad 13 juni 2010 hämtat från the Wayback Machine. hämtad 1 augusti 2009 "Man kan på förfrågan besöka hans hem i Skåre där kryckorna, som de helade människorna lämnade efter sig, står på rad."
4. 1 2 3  Kans, Pernilla (1999): "Brev till/besökare hos Helbrägdagöraren Fredrik August BOLTZIUS år 1904". Arkiverad 26 oktober 2016 hämtat från the Wayback Machine. Skarekyrkan.se. Läst 30 juni 2014.
5. ↑  Boltzius, Fredrik August i Nordisk familjebok (första upplagans supplement, 1896)
6. ↑  "Boltzius". Arkiverad 7 mars 2016 hämtat från the Wayback Machine. Skarekyrkan.se. Läst 30 juni 2014.
7. ↑  Odd Råberg (29 juli 2009). ”Ritstiftet som spade i historien”. Värmlands Folkblad. http://www.vf.se/Kultur--Noje/Varmland/Ritstiftet-som-spade-i-historien-090729.aspx.[död länk]
8. ↑  ”Nöden kräver mobila toaletter”. Värmlands Folkblad. Arkiverad från originalet den 22 december 2015. https://web.archive.org/web/20151222105723/http://www.vf.se/node/14006. Läst 20 december 2015.